# 拿着烟斗的男孩
《拿着烟斗的男孩》（法語：Garçon à la pipe）是毕加索于1905年当他24岁的时候创作的一幅油画作品，这时他刚定居于法国巴黎的蒙马特区且正处于玫瑰时期。这件绘于画布上的油画作品描述了一位带着花环，左手拿着烟斗的巴黎男孩。

## 简介

### 准备
这幅画作的准备包括确定男孩的位置，毕加索尝试让男孩直立，坐下以及斜靠在墙上。在让男孩尝试了许多不同的位置之后，他决定让男孩坐下。接下来要确定手臂的位置，他同样也花了很多时间来确定手臂的高度以及角度。早期的作品中的除了烟斗之外并没有其他的东西。
尽管毕加索开始着手绘制这幅画，他还是休息了一个月。在这段时期里，毕加索决定画完这幅作品并在男孩的头上加入一个花环。虽然不知道为什么毕加索决定这样做，但这让这幅作品有了一种柔性与刚性的对比。

### 画中的男孩
毕加索绘制这幅画的时候居住于蒙马特区的洗濯船。一些当地人以从事娱乐业为生，例如当小丑或者杂技演员。毕加索在他的许多画作中都使用了当地人当他的模特儿，除此之外这个画中的男孩就没有更多的信息了。
从各种来源总结出来的事实是，这个男孩在他的青少年时期于毕加索的工作室为油画自愿充当模特的工作。
毕加索自己对这位男孩的评价是：
|  | 当地人，演员，女士，绅士，流氓...他站在这里，有时候整天都是。他看着我工作，他喜欢这样。 |

从这段评价中，我们可以得出两种结论。第一，毕加索不想让我们知道这位男孩是谁。第二，毕加索对这位男孩也了解不多。
不过，还是有很多报道说，这个男孩是"小路易斯"。

### 画作的内容
这幅画一共描绘了以下几种东西：一个男孩，蓝色的衣服，花环，烟斗，背景颜色以及背景上的花。

#### 男孩的腿
男孩的腿与他的手臂比起来明显地更大和粗。这个变形也许是绘画时的一个失误，或者这位男孩有很大的腿部肌肉。

## 所有权历史
这幅画最初被约翰·海·惠特尼（John Hay Whitney） 于1950年以3万美金购得。
2004年5月5日，这幅画在纽约苏富比拍卖会上以1亿零416万8千美金的天价成交。苏富比拍卖行并没有透露谁买了这幅画。同时，他打破了绘画拍卖金额的记录（不考虑通货膨胀）。1亿零4百万美金包括了9千3百万的拍卖价格以及1千1百万的拍卖行佣金。这幅画在拍卖之前曾被拍卖行估计将于7千万美金成交。
很多艺术批评家都说这种高价很大程度上是因为毕加索的名声而不是这幅画本身的价值。